# Derambila candidissima
Derambila candidissima är en fjärilsart som beskrevs av Louis Beethoven Prout 1916. Derambila candidissima ingår i släktet Derambila och familjen mätare. Inga underarter finns listade i Catalogue of Life.